# Inuit (film)
|  | Denne artikel er oprettet af botten PalnaBot ud fra en ekstern database. Den kan derfor have sproglige fejl eller mangler. Denne skabelon kan fjernes efter kontrol af indholdet. |

Inuit er en film instrueret af Jette Bang efter manuskript af Jette Bang.

## Handling
Inuit (grønlandsk for mennesker) er optaget 1938-39 og er enestående og vigtig af flere grunde. For det første er den som tidlig Kodachrome farvefilm i Grønland vigtig rent filmhistorisk. For det andet viser den gennem en række enestående optagelser en livsform (klædedragt, konebåd, skindtelt osv.), der få år efter var næsten forsvundet. Jette Bang kom så at sige i sidste øjeblik og gjorde det muligt for danskere og grønlændere at lære noget om Grønlands nyere kulturhistorie. Selv om skindteltet, konebåden, kvindernes hårtop osv. ikke anvendes mere, har den grønlandske fangerkultur stadig stor værdi i det nutidige Grønland. Filmen kan derfor også fortælle noget om den kulturelle baggrund for aktuel politik i Grønland. Filmen begynder med fåreavl i Sydgrønland og fortsætter op ad hele vestkysten for at slutte i Thuledistriktet.